# نادي كراكاس
نادي كاراكاس هو نادي كرة قدم فنزويلي مقره في العاصمة كاراكاس. سبق له أن فاز 11 مرة بدوري الدرجة الأولى ليصبح أكثر الأندية نجاحاً في تاريخ كرة القدم الفنزويلية. لدى الفريق ملعبين أساسيين هما حديقة كوكدريلوس الرياضية وملعب أوليمبيكو دي لا سيوداد أونفرسيتاريا، الأول يستيعب 15 ألف شخص والثاني 30 ألف. تم تأسيس النادي يوم 5 يونيو 1967 من قبل مجموعة من الأصداق بقيادة خوسيه بيراسكاسا وخورخي كوبيدو تحت اسم نادي ياماها. فاز الفريق 5 مرات أيضاً بكأس فنزويلا.

## وصلات خارجية
- (بالإسبانية) الموقع الرسمي